# Еутсоярви
Еутсоярви — озеро на территории Кестеньгского сельского поселения Лоухского района Республики Карелии.

## Общие сведения
Площадь озера — 1,2 км². Располагается на высоте 184,3 метров над уровнем моря.
Форма озера лопастная, продолговатая: оно сильно вытянуто с северо-запада на юго-восток. Берега изрезанные, каменисто-песчаные, местами заболоченные.
Через озеро течёт река Охта, протекающая через цепочку озёр Тироярви → Петроярви → Еутсоярви → Охтанъярви (с притоками из озёр Мальвиайнен и Каллиоярви) и впадающая в озеро Пистаярви. Через последнее протекает река Писта, впадающая в озеро Верхнее Куйто.
В озере расположено не менее четырёх небольших безымянных островов.
Код объекта в государственном водном реестре — 02020000811102000004418.